# ملبورن شفل
إن رقصة شفل ملبورن هي رقصة ريف تطورت في الثمانينيات.  يتم أداء هذه الرقصة عادةً على الموسيقى الإلكترونية ، وقد نشأت في مشهد ريف في ملبورن وكانت شائعة في أواخر الثمانينيات والتسعينيات.  تشمل حركات الرقص حركة سريعة للكعب والقدم، وخطوة على شكل حرف T، جنبًا إلى جنب مع مجموعة متنوعة من رقصة الرجل الراكض متزامنة بحركة الذراع المتطابقة.  الرقصة هي نوع ارتجالي وتتضمن "تحريك قدميك بشكل متكرر نحو الداخل والخارج، مع تقديم ذراعيك للأعلى والأسفل أو جنبيك بالتزامن مع إيقاع الموسيقى." يمكن دمج الحركات الأخرى، مثل الدورات والقفزات والشرائح بزاوية 360 درجة.
. 
تضمنت نوادي ملبورن الشهيرة خلال ذروة الرقص هارد كاندي، بابل، إكسبرس آت تشيزرز، هيت، ميركوري لاونج، فايبر، تو ترايبز آت تشيزرز و بي إتش دي.  كانت حفلات الرقص الاولى في ملبورن للتكنو (علم الأحياء والأجهزة وكل صورة تحكي قصة) تحظى بشعبية كبيرة لدى مبتكري ملبورن شفل. 
في عام 2009، قامت فرقة الرقص القوية الألمانية Scooter بعرض الراقصين Pae (Missaghi Peyman) و Sarah Miatt وهم يؤدون رقصة ملبورن في شوارع ملبورن ( أستراليا ) في الفيديو الموسيقي لأغنيتهم المنفردة J'adore Hardcore .
في عام 2014، أطلق الباحثون في جامعة براون على خوارزمية جديدة لأمن الكمبيوتر اسم "ملبورن شفل". تقوم الخوارزمية بحذف آثار وصول المستخدمين على الخوادم السحابية عن طريق تبديل موقع البيانات على تلك الخوادم. 